# Zombies! Zombies! Zombies!
Zombies! Zombies! Zombies! är en amerikansk skräckkomedi från 2008. Den är regisserad av Jason Murphy och skriven av Anthony Steven Giordanot.